# バルド国立博物館での銃乱射事件
バルド国立博物館での銃乱射事件（バルドこくりつはくぶつかんでのじゅうらんしゃじけん）は、2015年3月18日にチュニジアの首都・チュニスのバルド国立博物館で、外国人観光客が武装した男2人組に襲われた事件である。

## 概要
3月18日11時ごろ、男2人はバルド国立博物館を襲撃し観光客を人質にとって立てこもり、その後、治安部隊は2人を殺害しおよそ4時間後に博物館を制圧した。事件発生当時に現場にいた観光バスの運転手は、「彼ら（武装集団）は、観光客らがバスから降りると、いきなり観光客に向かって発砲を始めた」と話している。アメリカのCNNによると「事件当時、およそ200人が現場にいた」と伝えており、チュニジアのメディアによると「およそ40人が人質となった」と伝えている。ロイター通信が確認したテレビ映像によれば、「治安部隊に保護されながら数十人が走って避難する様子が確認できる。中には高齢の外国人や、子どもを抱えて逃げる男性もいた」という。
今回の事件について、現場の近くにあるチュニジア議会を狙った犯行という見方があるが、亡くなった人のほとんどが外国人だったことや、当時、外国人観光客に人気だった博物館の前で襲撃を行っていることから、「外国人を狙った犯行」という見方も出ている。なお、チュニジア議会では事件当時「反テロ法案」が審議されていた。さらに、このバルド国立博物館を襲うことによって、チュニジアによる外貨の収入源の観光業に打撃を与える狙いもあったという見方もある。
チュニジアのハビーブ・シード首相は、事件現場で殺害した容疑者2人について、いずれもチュニジア人だと明らかにした。武装グループについては、「外国人が集まる場所を狙う」手法であることから「イスラム過激派」の犯行ではないかと見られているが、欧州連合（EU）の高官は声明を出して、「イスラム教スンニ派過激組織「イスラム国（ISIL）」の犯行だ」と指摘した。3月19日の時点で犯行声明は出ていないが、「イスラム国（ISIL）」に関するSNSでは、今回の事件を賞賛する趣旨の書き込みが多くなされている。中東調査会の高岡豊上席研究員はチュニジアについて「過激派組織『イスラム国（ISIL）』に参加する戦闘員の一大供給国」と評している。
また、チュニジアのベジ・カイドセブシ大統領はチュニジア国内で活動するイスラム過激派組織である「アンサール・アル＝シャリーア」の犯行であると断定した。
3月18日の時点で、犠牲になった外国人の観光客の内訳は、日本が5人、イタリアが4人、コロンビアが2人、オーストラリア、フランス、ポーランド、スペインがそれぞれ1人となっている。ただし、3月19日午前の段階で、日本政府の関係者は「（日本人5人が死亡したことについては）間違いだ。（日本政府で確認したところ）名前が重複していることが分かった」と述べている。安倍晋三内閣総理大臣も3月19日の午前の段階で、首相官邸内で記者団に対し、「日本人3人の死亡と3人の負傷を確認した」と語っている。亡くなった日本人はいずれも女性で、東京都荒川区の66歳の女性と、いずれも埼玉県狭山市の49歳と22歳の2人の女性の計3人。現地の報道によれば今回の銃撃による死者は22人であるという。
菅義偉内閣官房長官は3月19日午前に行われた記者会見で、「犠牲になられた方々のご冥福をお祈り申し上げるとともに、ご家族に心からお悔やみを申し上げる」と話した上で、「卑劣極まりないテロに強い憤りを禁じ得ず、断固非難する」とした。日本政府では3月19日朝に、首相官邸危機管理センターに情報連絡室を設置した後、関係する省庁の局長級会議を開き、対応を協議。

## 声明発表
3月18日
- 国際連合安全保障理事会は、「どんなテロ攻撃もチュニジアの民主主義への道と経済成長への努力を覆すことはできない」という趣旨の報道声明を発表した[15]。また、潘基文国連事務総長は「攻撃を強く非難し、犠牲を嘆く」という趣旨の声明を発表した[3]。
- ジョン・ケリーアメリカ合衆国国務長官は、「アメリカは可能な限り強い言葉でテロ攻撃を非難する」という趣旨の声明を発表した[16]。
- また、チュニジアのカイドセブシ大統領は3月18日夜にテレビで演説を行い、「容赦することなく、最後までテロとの戦争を戦い抜く」と述べた[7]。